# بست، افغانستان
بست، افغانستان (به لاتین: Bast, Afghanistan) یک روستا در افغانستان است که در ولایت بامیان واقع شده‌است.